# Erik Palladino
Pour les articles homonymes, voir Palladino.
Erik Palladino, né le 10 mai 1968 à Yonkers dans l'État de New York, est un acteur américain. Il a participé à plus de 20 longs métrages, mais son rôle le plus célèbre demeure celui du Dr Dave Malucci dans la série Urgences. 

## Biographie
Erik Palladino a grandi à Yonkers, dans l'État de New York, avec ses parents et ses deux grands frères.  

### Télévision et cinéma
À l'âge de douze ans, il décide de devenir acteur après avoir vu Robert De Niro dans Raging Bull. Il devient ainsi membre d'une compagnie théâtrale pour enfants à l'âge de 13 ans. Il entre ensuite au lycée catholique pour garçons Archbishop Stepinac à White Plains, dans l'état de New York. Puis il étudie la comédie à l'université Marymount Manhattan, et obtient son diplôme en 1991.
Il s'installe ensuite en Californie et fait quelques apparitions dans des séries dont notamment dans Love and Marriage et DiResta. Il obtient finalement le rôle le plus important de sa carrière en interprétant Dave Malucci dans la série n°1 aux États-Unis, Urgences, de 1999 à 2001. Il remporte pour ce rôle un TV Guide award en 2000 ainsi que deux nominations pour les Screen Actors Guild Awards en 2000 et 2001. Parallèlement il joue dans le film U-571 qui se classera n°1 au box office.
Après avoir quitté Urgences, il enchaîne les rôles dans des séries et films tels que Le Monde de Joan et Over There où il a le rôle principal et obtient d'ailleurs de bonnes critiques, mais aussi Les Experts, Preuve à l'appui, Esprits criminels, Private Practice, Fringe, FBI : Duo très spécial, Championnes à tout prix, 666 Park Avenue, ou encore Suits : Avocats sur mesure. Au cours des années, il a su montrer une véritable diversité jonglant entre comédie et drame au cinéma comme à la télévision. 
En 2017, on retrouve Erik Palladino dans la peau du sergent Vostanik Sabatino dans la série NCIS : Los Angeles, rôle qu'il reprend régulièrement dans cette série au cours de quelques épisodes depuis 2015.

### Musique
Au lycée, Erik Palladino et son frère, Chris, jouent ensemble dans le groupe de rock alternatif de Chris, No More Happy Faces. Erik Palladino continuera d'y jouer pendant qu'il étudie la comédie à l'université. Après avoir obtenu son diplôme d'études supérieures, il devient quelque temps présentateur sur la chaîne musicale MTV.
En 2001, après avoir quitté la série Urgence, il obtient le rôle de Fonzie dans une nouvelle comédie musicale adaptée de la série Happy days. Il travaille avec l'artiste Bethany Joy Lenz sous la direction du célèbre réalisateur Garry Marshall et coaché par la musicienne Carole King. Bien qu'Erik participe aux présentations en Californie, la réelle tournée ne se fut que bien plus tard et avec d'autres artistes.
Peu de temps après cet essai à la comédie musicale, Erik Palladino devient le chanteur principal du groupe de rock Hearing Red composé de ses amis Darrell Ray, Andy Massey, Scott MacGregor Curtis, Padraic Aubrey. Ils sortent leur premier album, Heaven's For Sale, en 2006. Le groupe se sépare à la mort du guitariste Darrel Ray en 2007.

### Vie privée
Erik Palladino sort avec l'actrice anglaise Sarah-Jane Potts de 1999 à 2001[réf. nécessaire].
Il épouse la styliste Jaime Lee en 2005 à Hawaii. De cette union naîtront trois enfants : Enzo (né en septembre 2010), Roman (né en avril 2012), et Paloma Rocky Faye (née en mars 2016). La famille réside à Los Angeles en Californie. Ils ont aussi une chienne, Daisy[réf. nécessaire].

## Filmographie

### Cinéma
- 1996 : Hollywood Boulevard : Seamus
- 1998 : Big Party : cousin Ron
- 1999 : Road Kill : Alex
- 1999 : This Space Between Us (en) de Matthew Leutwyler (en) : Jesse Fleer
- 2000 : U-571 : Anthony Mazzola
- 2001 : Petite arnaque entre amis (Finder's Fee) : Tepper
- 2002 : Chewing-gum et Cornemuse (Life Without Dick) : Tony Moretti
- 2003 : La Tentation d'Aaron (Latter Days) : Keith Griffin
- 2003 : Justice d'Evan Oppenheimer : Drew Pettite
- 2004 : Breach (court-métrage) : Taylor
- 2004 : Dead & Breakfast de Matthew Leutwyler (en) : David
- 2005 : Alchemy : Groom
- 2005 : Barry Dingle : Derek Childers
- 2005 : L.A. Dicks : Sal "Goldberg" DeVolio
- 2006 : The Thirst (en) de Jeremy Kasten (en) : Jason
- 2007 : Return to House on Haunted Hill : Desmond
- 2008 : Hotel California : Troy
- 2008 : Lower Learning : Smooth Bob Willoman
- 2009 : A Day in the Life : agent spécial Budden
- 2009 : Instinct de survie (The New Daughter) : officier Ed Lowry
- 2010 : Buried : agent spécial Harris
- 2011 : The Speed of Thought : Butler
- 2011 : Answers to Nothing : Jerry
- 2012 : Mischief Night : Mr. Payton
- 2013 : Caught on Tape : Hector
- 2013 : Violet : Erik
- 2014 : Mischief Night (en) de Travis Baker : Mr. Payton
- 2024 : Skincare de Austin Peters : Armen

### Télévision
- 1994 : La Vie à cinq (Party of Five) (série télévisée) : Customer
- 1996 : Love and Marriage (série télévisée) : Michael Nardini
- 1996-1997 : Murphy Brown (série télévisée) : Danny
- 1997 : Malcolm & Eddie (série télévisée) : Jason
- 1998-1999 : DiResta (série télévisée) : Tully
- 1999-2001 : Urgences (ER) (série télévisée) : Dr Dave Malucci
- 2001 : Strange Frequency (téléfilm) : Buck
- 2002 : Amy (Judging Amy) (série télévisée) : Anthony Cangiono
- 2003 : New York, unité spéciale (Law & Order: SVU) (série télévisée) : détective Dave Duethorn (saison 4, épisodes 11 et 20)
- 2003 : Le Monde de Joan (Joan of Arcadia) (série télévisée) : Lt. Michael Daghlian
- 2004 : Less Than Project (série télévisée) : Mike Abrejo
- 2004 : Dr Vegas (série télévisée) : John Gallo Jr
- 2005 : Over There (série télévisée) : Sgt Chris Silas
- 2006 : Les Experts (série télévisée) : Dan Nobler
- 2007 : Preuve à l'appui (Crossing Jordan) (série télévisée) : agent Gropius
- 2007 : Suspect (téléfilm) : dét. Robbie Panelli
- 2007 : Numbers (série télévisée) : Cpt Adams
- 2008 : Raising the Bar : Justice à Manhattan (série télévisée) : Brandon Radley
- 2008 : Esprits criminels (Criminal Minds) (série TV) : inspecteur Cooper
- 2008 : Eleventh Hour (série TV) : Blake Miller
- 2008 : À pleine vitesse (Crash and Burn) (téléfilm) : Kevin Hawkins
- 2009 : Private Practice (série TV) : Mitch
- 2009 : Le Diable et moi (Reaper) (série TV) : Michael Sabatino
- 2009 : Fringe (Série TV) : L'Enfant sauvage : Eliot Michaels
- 2009 : Cupid (Série TV) : Mick Kazarian
- 2009 : Burn Notice (Série TV) : Chassé-Croisé : Matheson
- 2009 : Stuck (téléfilm) : Frik
- 2009 : NCIS : Enquêtes spéciales (série TV) : Le Prix de la loyauté : Sgt Daniel Cryer
- 2009-2010 : Championnes à tout prix (Make It or break It) (série TV) : Marty Walsh
- 2010 : FBI : Duo très spécial (série TV) : La Boîte à musique : Herrera
- 2010 : La Dernière Noce (Deadly Honeymoon) (téléfilm) : Sherrick
- 2010 : Rizzoli & Isles (série TV) : inspecteur Bobby Marino
- 2010-2011 : The Whole Truth (série TV) : détective Kipper Jenks
- 2010-2011 : The Defenders (série TV) : agent Bukant
- 2011 : Castle (Série TV) : Coach Rome
- 2011 : La Loi selon Harry (Harry's Law) (série télévisée) : l'avocat de Mme Harrington
- 2012-2023 : NCIS : Los Angeles (série télévisée) : Roger McAdams / Officier CIA Vostanik Sabatino
- 2012-2013 : 666 Park Avenue (série télévisée) : Tony DeMeo
- 2016 : Suits : Avocats sur mesure (série télévisée) : Kevin Miller
- 2016 : Arrow - saison 4 - épisode 11 : Lieutenant Joyner
- 2016-2017 : Designated Survivor (série télévisée) : Jeffrey Meyers
- 2019 : The Fix (série TV) : Leo Foster
- 2025 : New York, unité spéciale : Nate Carson (saison 26, épisode 18)